# 鈴木よね

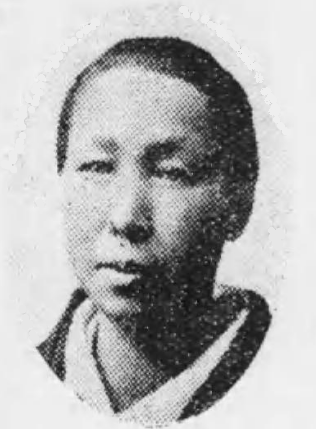
鈴木よね (1852-1938)

鈴木 よね（すずき よね、1852年〈嘉永5年〉8月 - 1938年〈昭和13年〉5月6日）は日本の実業家。鈴木商店の店主。

## 略歴
1852年（嘉永5年）、姫路船津の米田町の塗師である丹波屋西田仲右衛門の3女として生まれる。同業の福田惣平の次男に嫁ぐが、間もなく離婚し、1877年（明治10年）頃に、姫路銀行の頭取岡玖平の仲介で鈴木商店店主の鈴木岩治郎と結婚。
1894年（明治27年）6月に夫の岩治郎が死去した時点で、年商約500万円に達していた鈴木商店について、廃業して遺産9万円で遺児の養育をする旨の親族からの提案を退けて、夫の遺業を継承することを決意して自ら女店主となり、金子直吉と柳田富士松の2人の番頭に経営を委任することで再出発した。
鈴木商店の経営を番頭に委ねる一方で、鈴木商店が大商社になっても毎日出勤し、店で使う雑巾を縫っており、進んで社員の結婚を世話して式場や新居を手配し、須磨の邸宅で野菜や花を栽培して度々社員に配っていた。また、臨済宗祥龍寺の再興に尽力したほか、神戸女子商業（神戸市立神港高等学校を経て現・神戸市立神港橘高等学校）の設立を支援するなど地元神戸に貢献した。
1926年（昭和元年）、鈴木商店がフランスのレール・リキッド社に特許料を払い、クロード式窒素工業を軌道に乗せた功績が評価され、よねにフランス政府からレジオン・ド・ヌール勲章が贈られた。
鈴木商店破綻後に須磨の大邸宅から移り住んだ塩屋で短歌を詠み、草花を育て寺院を巡る等の穏やかな晩年を送り、1938年（昭和13年）5月に死去した。

## その他
1918年（大正7年）に米騒動で暴徒化した群衆が鈴木商店本店に放火した際に、よねは本店から少し東の鈴木旧本宅にいたが、女中に手を引かれて2階の屋根伝いに脱出し「焼いてどないなるというんやろうな」と語ったという。

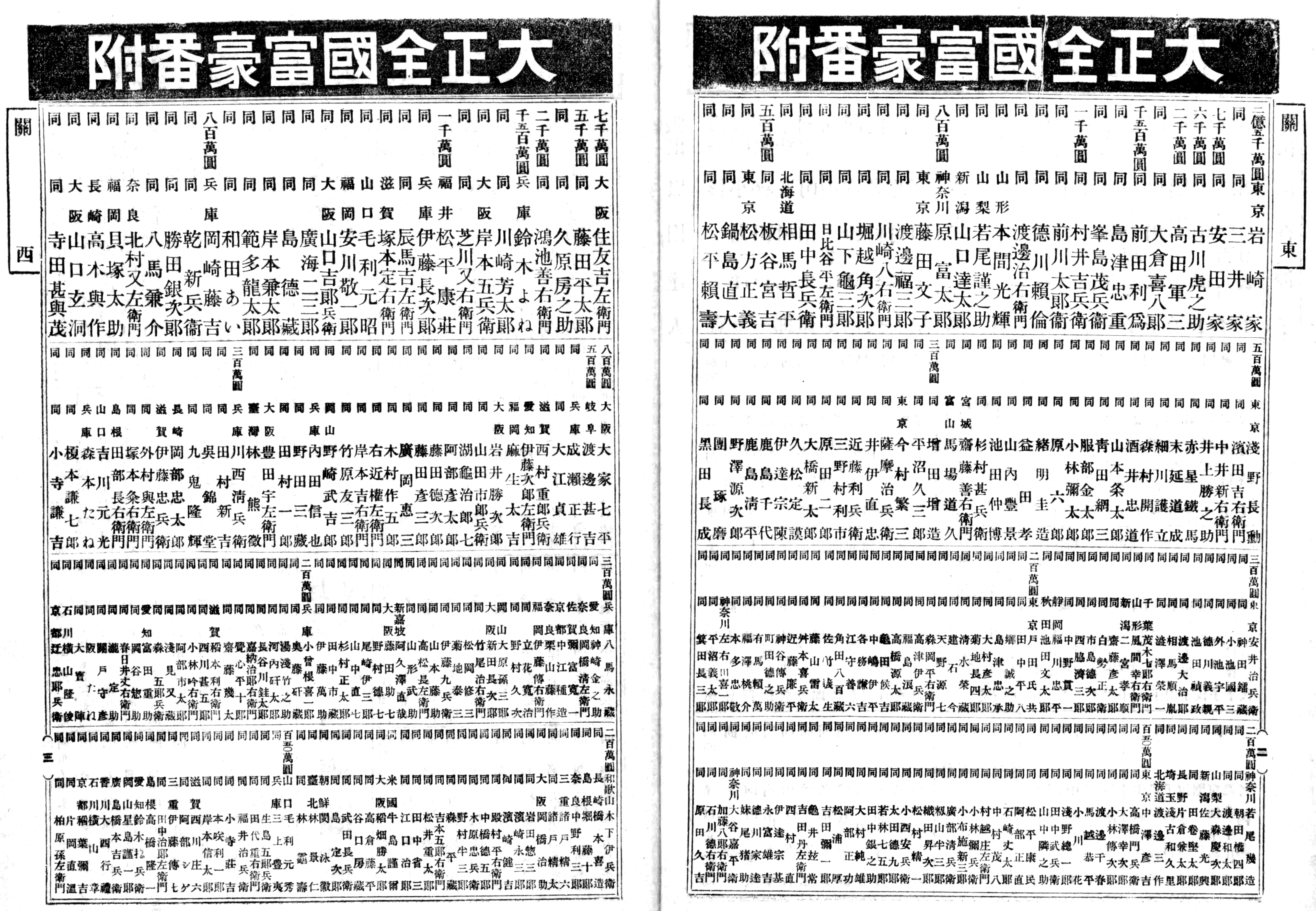
大正全國富豪番附

1923年（大正12年）時点のよねの資産は1500万円で、大正全国富豪番付で関西5位だった。大企業家として『タイム誌』や『ワシントンポスト』などでも報じられ、豪州日刊紙『キャンベラ・タイムズ』（1927年6月14日付）では「世界で最も金持ちな女性」として紹介された。
1927年（昭和2年）4月に昭和金融恐慌の影響で鈴木商店の破綻が決まったが、金子に対する信頼は揺らぐことなく、「たとえ店はこんなになっても金子が生きていりゃ千人力じゃ」と柳田に洩らしたとされる。
鈴木商店の社章はよねの「米」の字を表すマークだった。また、鈴木が関わった大里製粉所（後の日本製粉）の麻袋や大里酒精製造所（後のニッカウヰスキー）の焼酎のかめにも米マークをかたどった商標がついていた。
玉岡かおるによって2007年（平成19年）によねを主人公とした小説『お家さん』が出版された。